# Chipewyan
I Chipewyan (chiamati anche Denésoliné, Dënesųłı̨né o Dënë Sųłınë́ che significa "il popolo originale / reale") sono un popolo aborigeno appartenente al gruppo etnolinguistico dei Dene che parlano lingue della famiglia della athabaska. Derivano dalle popolazioni appartenenti alla cultura di Taltheilei, oggi estinta. Vengono da quello che oggi è il Canada occidentale.

## Terminologia
I missionari francofoni del nord-ovest della Colonia di Red River si riferivano ai Chipewyan col termine di Montagnais nei loro documenti in francese. A causa di ciò, questo termine venne tradotto erroneamente montagnais anche in inglese che però già si riferiva agli Innu del Quebec settentrionale, e non ai Dene (Chipewyan).

## Demografia
I Chipewyan vivono nella regione che circonda lo Scudo canadese occidentale fino ai Territori del Nord-Ovest, includendo parti delle aree settentrionali delle province di Alberta, Manitoba e Saskatchewan. Ci sono anche vari siti archeologici e tombali appartenenti al popolo Dënesųłı̨né nel Nunavut.
La seguente lista di bande indiane delle Prime nazioni ha, nell'agosto 2016, registrato un totale di 25.519 membri (tutti di etnia Denésoliné), con 11.315 in Saskatchewan, 6.952 in Alberta, 3.038 in Manitoba e 4.214 nei Territori del Nord-Ovest. Tuttavia, molti erano una combinazione di Cree e Chipewyan (vedi la Prima Nazione delle Barren Lands in Manitoba e la Prima Nazione di Fort McMurray in Alberta).
Ci sono anche alcune comunità di lingua dene localizzate per tutta la regione. Il villaggio di La Loche, nel Saskatchewan, nel 2011 contava una popolazione di 3 389 abitanti che si dichiaravano parlanti la denesuline come loro lingua natale.

## Lingua
I Chipewyan parlano la lingua chipewyan, appartenente al gruppo linguistico athabaskano. Questa lingua è molto diffusa in Alaska e Canada.
Il nome Chipewyan è, come per molti popoli delle praterie canadesi, di origine algonchina. Deriva dal loro nome in Lingua cree delle pianure, Cīpwayān (ᒌᐘᔮᐣ), "pelle appuntita", da cīpwāw (ᒌᐚᐤ), "essere appuntito", e wayān (ᐘᔮᐣ), "pelle" o "pelle" - un riferimento al taglio e allo stile dei parka dei Chipewyan.
Nonostante la superficiale somiglianza dei nomi, i Chipewyan non sono imparentati con il popolo Chippewa (Ojibway).
Nel 2015, Shene Catholique-Valpy, una donna Chipewyan dei Territori del Nord-Ovest, ha sfidato il governo territoriale per il suo rifiuto di permetterle di usare il carattere ʔ nel nome di sua figlia, Sahaiʔa. Il territorio ha sostenuto che i documenti di identità territoriali e federali non erano in grado di accogliere il carattere. La madre di Sahaiʔa ha finalmente registrato il suo nome con un trattino al posto del ʔ, pur continuando a contestare la politica. Poco dopo, anche un'altra donna di nome Andrea Heron sfidò il territorio per gli stessi motivi, per aver rifiutato di accettare il carattere ʔ nel nome Slavey di sua figlia, Sakaeʔah (in realtà un affine di Sahaiʔa).

## Storia
I primi europei ad incontrare i Chipewyan furono i Britannici. Nel 1717 essi costruirono un porto commerciale a Fort Churchill, nella Baia di Hudson. Tra il 1760 e il 1776 i Chipewyan furono visitati dall'esploratore Samuel Hearne mente stava studiando i fiumi Coppermine e Slave. Tra il 1789 e il 1793 l'esploratore Alexander Mackenzie li visitò nuovamente per conto della Compagnia del Nordovest. Nel 1788 i Britannici costruirono nel territorio della tribù Fort Chippewyan. Poi, dal 1781, molti francesi invasero il territorio dei Chipewyan e vendettero armi ai Cree, nemici dei Chipewyan; intanto i Chipewyan erano stati colpiti da un'epidemia di vaiolo che li decimò. Nel 1858 Henry Faraud tradusse il Nuovo Testamento nella lingua dei Chipewyan. I Chipewyan firmarono in seguito vari trattati con il Canada che portarono, alla fine, a firmare, tra il 1871 e il 1877, il sesto trattato che assegnò ai Chipewyan una riserva di 1.5 kilometri.
Nel marzo del 2013 il totale dei Chipewyan effettivamente registrati ammontava alla cifra di 22 754 persone, con 10.938 di essi insediati nel Saskatchewan, 6.371 nell'Alberta, 2.871 nel Manitoba e 2.574 nei Territori del Nord-Ovest.